# Самореализация
Самореализа́ция (от русского само- и лат. realis — вещественный, действительный) — реализация потенциала личности, осуществление своего человеческого назначения, призвания.
Аристотель писал, что эвдомония достижима через реализацию своих потенциальных возможностей.

## Концепции личности в обществе
В новое время о самореализации как высшей ценности общества начал говорить Карл Маркс, который вслед за Фейербахом утверждал: «Человек — высшее существо для человека». В русле немецкой классической философии он отстаивал принцип самоценности личности и вытекающие из него требования к обществу, которое должно и может обеспечить самореализацию личности в практической деятельности. Нужно ниспровергнуть все отношения, которые порабощают человека, делают его беспомощным существом. Религия, с точки зрения Маркса, представляет собой форму теоретического существования человека, превратное мировоззрение, фантастическое отражение человеческого бытия, иллюзорное счастье, выражение страха человечества перед самим собой. Человеческие потребности и способности реализуются в деятельности как способе бытия, интегрирующем знания, умения и цели человека. «Ибо что такое жизнь, если она не есть деятельность?» — восклицает Маркс.
Проблематику самореализации в XX веке активно разрабатывал американский психолог А. Маслоу.
Маслоу считал, что потребность в самореализации является последней по очерёдности из потребностей человека, в соответствии с «пирамидой потребностей». По мере удовлетворения нижележащих потребностей, всё более актуальными становятся потребности более высокого уровня, но это вовсе не означает, что место предыдущей потребности занимает новая, только когда прежняя удовлетворена полностью. Также потребности не находятся в неразрывной последовательности и не имеют фиксированных положений, как это показано на «пирамиде потребностей». Такая закономерность имеет место как наиболее устойчивая, но у разных людей взаимное расположение потребностей может варьироваться.
Антрополог Жак Видаль изучал самореализацию человека с точки зрения символизма. Максимальную самореализацию он назвал антропофанией.